# Болярски-Извор
Болярски-Извор (болг. Болярски извор) — село в Болгарии. Находится в Хасковской области, входит в общину Харманли. Население составляет 362 человека.

## Политическая ситуация
В местном кметстве Болярски-Извор, в состав которого входит Болярски-Извор, должность кмета (старосты) исполняет Веселин Анастасов Терзиев (коалиция в составе 2 партий: Граждане за европейское развитие Болгарии (ГЕРБ), Национальное движение «Симеон Второй» (НДСВ)) по результатам выборов.
Кмет (мэр) общины Харманли — Михаил Христов Лисков (коалиция трёх партий: Болгарская социалистическая партия, Болгарская социал-демократия, политический клуб «Фракия») по результатам выборов.